# Bom Jesus do Amparo
Bom Jesus do Amparo är en kommun i Brasilien.   Den ligger i delstaten Minas Gerais, i den sydöstra delen av landet, 600 km sydost om huvudstaden Brasília. Antalet invånare är 5 495.
Omgivningarna runt Bom Jesus do Amparo är huvudsakligen savann. Runt Bom Jesus do Amparo är det ganska glesbefolkat, med 22 invånare per kvadratkilometer.